# Programme Pluri-Formation
Un programme Pluri-Formations ou plan Pluri-Formations (PPF) est une action contractualisée avec le Ministère de la Recherche dans le cadre global de contrats quadriennaux "Recherche". Construite autour d'un regroupement des unités de recherche, elle conduit à la mise en commun des différentes ressources entre lesdites unités (équipements collectifs, moyens documentaires...) en vue de structurer une activité de recherche commune définie par un projet scientifique, une structure fédérative et un cofinancement entre les protagonistes.